# Eumolpe (Néréide)
Pour les articles homonymes, voir Eumolpe (homonymie).
Dans la mythologie grecque, Eumolpe  (en grec ancien Εὐμόλπη / Eumólpê) est une Néréide, fille de Nérée et de Doris, citée par Apollodore dans sa liste de Néréides. 

## Étymologie
Son nom signifie la bonne chanteuse/la fine chanteuse.

## Famille
Ses parents sont le dieu marin primitif Nérée, surnommé le vieillard de la mer, et l'océanide Doris. Elle est l'une de leur multiples filles, les Néréides, généralement au nombre de cinquante, et a un unique frère, Néritès. Pontos (le Flot) et Gaïa (la Terre) sont ses grands-parents paternels, Océan et Téthys ses grands-parents maternels.

## Évocation moderne

### Zoologie
Le genre de Coléoptères des Eumolpe tient son nom de la Néréide.